# طهارة مياه الشرب
تعني طهارة مياه الشرب خلوها من الميكروبات والفيروسات . وقد اصدر الاتحاد الأوروبي في أبريل 2010 توجيها يجب اتباعه في جميع بلاد الاتحاد الأوروبي ، وأن تدخله كل دولة في قوانينها وتعليماتها الخاصة بـ ماء الشرب . وتهتم التعليمات بضمان وصول ماء الشرب من المنتج إلى أنابيب المياه وإلى المستهلك في حالة صالحة ، وتحديد مسؤوليات القائمين بذلك.
.
تختص طهارة مياه الشرب بمواضيع حول مسببات افساد المياه من الممكن حدوثها في محطات تجهيز وتوزيع المياه . كما تتعلق بأنواع مواد أنابيب توصيل المياه ، ومسؤولية عمال تركيب الأنابيب وأصحاب البيوت في اتباع التعليمات . طبقا للتعليمات الإدارية في ألمانيا يكون توزيع مياه الشرب من محطة تجهيزه إلى المستهلك ليصل أسفل البيت ويكون مدعوما بصمام و عداد . من تلك النقطة (المحبس العمومي) يكون صاحب البيت أو صاحب المصنع ، وكذلك عمال السباكة الذين يقومون بأنشاء وصيانة الأنابيب فهم مسؤولون عن جودة الماء في منشآتهم وعن الحفاظ على سلامة المياه بحيث يبقى مطابقا للتعليمات .

## المصادر

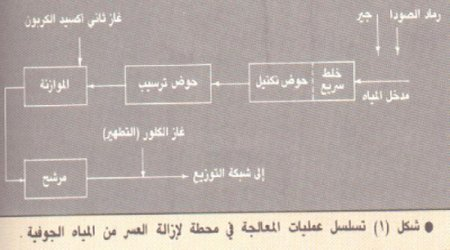
رسم تخطيطي يوضح خطوات تنقية المياه

## أسباب تضرر الماء
يمكن ان يسوء الماء في منشآت المياه بسبب عدة مصادر ، ويفرق بينها كالآتي:

### تضرر فيزيائي
يفهم من الضرر الفيزيائي تلون الماء (بسبب تأكسد انابيب المياه مثلا) ، ووجود الجير في الماء أو نشأة رائحة كريهة فيه. ويشكل ظاهرة وجود الجير في مياه الشرب هي الظاهرة الاغلب في الحدوث ، مثل تكلس اجهزة تجهيز القهوة وتكلس صنابير المياه .

### تضرر كيميائي
يمكن لتضرر الكيميائي أن يحدث في التركيبات في المنازل عند ظهور مواد كيميائية بتركيزات عالية في الماء . ويمكن ان تنشأ هذه المواد من مواد انابيب المياه والصنابير الملامسة للماء . من تلك المواد يمكن أن تذوب في الماء ، وعلى الاخص في الماء الراكد.

### تضرر ميكروبيولوجي
إن ماء الشرب ليس طاهرا تماما ويحتوي مع احترام الحدود التي يسمح بها القانون على كائنات حية صغرية . ويمكن تقسيمها إلى أربعة فئات بحسب تاثيرها على صحة الإنسان:
- المجموعة 1: فلورا طبيعية ليس لها تأثير سيء ، وهي جزء من محتويات الماء
- المجموعة 2 : نشأة عدد بسيط من المستعمرات وحيدة الخلية ، مثل الأميبا ، وهنا يبدأ تأثيرها السيء.
- المجموعة 3: ارتفاع عدد المستعمرات ، ويصحبه تغير في رائحة وطعم الماء ووجود ترسيبات فيه . هنا يجب الاهتمام بمنع ذلك .
- المجموعة 4: ظهور مسببات المرض ، مثل بكتيريا الزائفة الزنجارية Pseudomonas aeruginosa وجراثيم الفيلقية. ويجب الاهتمام بمنعها .

#### غشاء حيوي
تبين الاختبارات أن أغشية حيوية تتكون في جميع منشآت مياه الشرب . وهي تنشأ خلال عملية معقدة تشترك فيها عوامل مختلفة ( من ضمنها التركيب الكيميائي و نسبة مواد غذائية في الماء ، وسرعة جريان المياه ، ودرجة الحرارة، وتكوين أسطح الأنابيب). ولا يعني وجود غشاء حيوي في منشآت مياه الشرب أمرا سيئا أو ضارا ، ولكن يمكن أن ينشأ عنه ضرر للصحة إذا كانت المياه راكدة لا تتحرك في الأنابيب فمن الممكن أن يتغير طعم الماء وتكون له رائحة ، أو قد تكون الأغشية الحيوية مصدرا للمرض بسبب تكاثر الكائنات الحيوية فيها .

## أسباب عدم طهارة الماء
تكمن اسباب فساد مياه الشرب في ركود الماء في الأنابيب والصنابير ودش الحمام . ، كما ينشأ من الاحجام الكبيرة لأنابيب المياه ، ومن توسيعات تخفض من سرعة سريان الماء في أنابيب التوصيل ، واهمال التعليمات الصحية عند تخزين المياه وعند إجراء الصيانة وبدء تشغيل منشآت المياه؛ أو في حالة عدم وجود موازنة ضغطية للماء.

## المنشآت المائية في البيوت

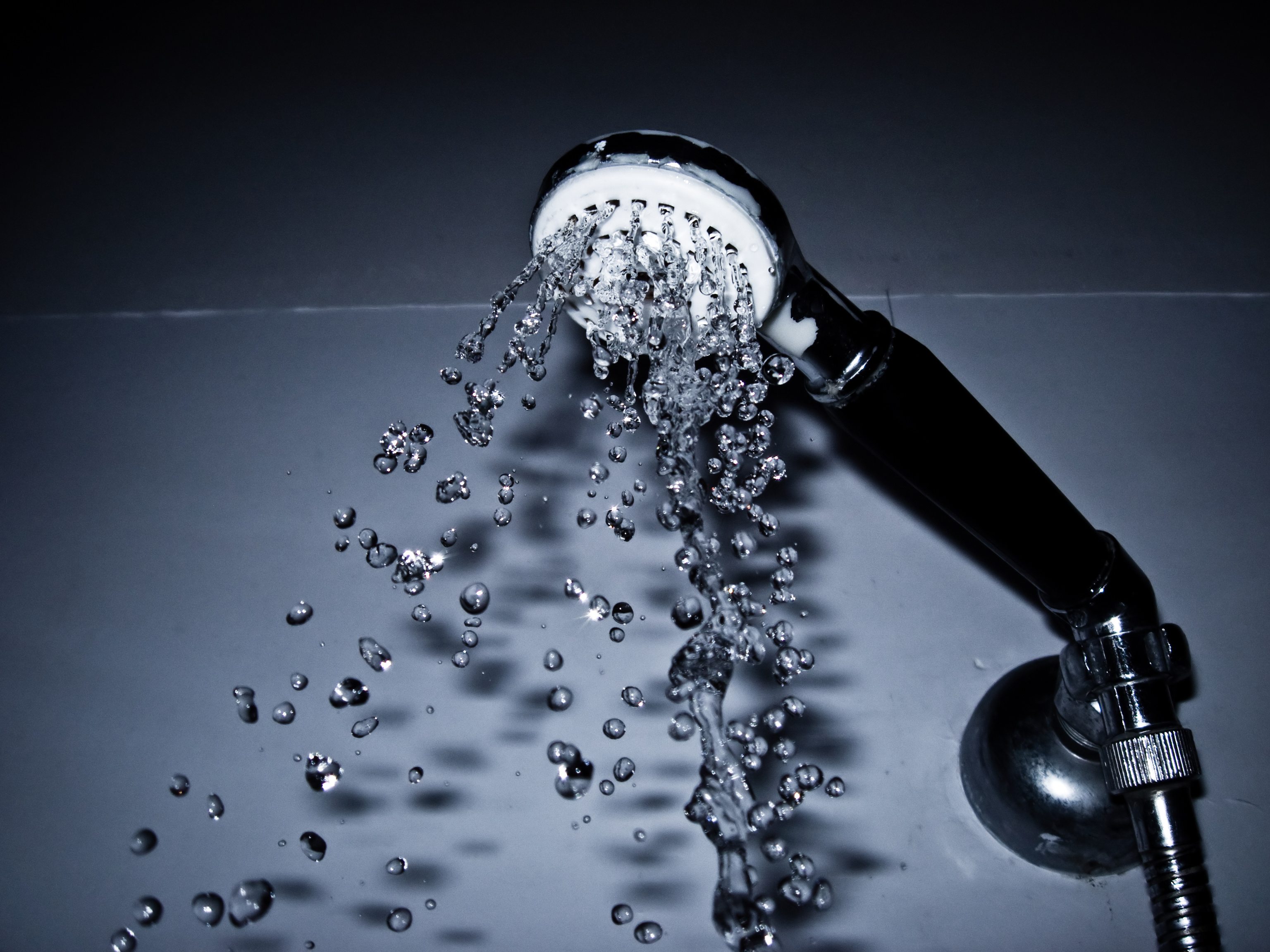
دش

أولا يجب أن يتبع اصحاب البيوت التعليمات اللازمة الخاصة بأنابيب المياه وموادها . كما على السكان مراعاة عدم ركود الماء في الأنابيب لمدة طويلة .
في حالة اصابة المنشآت ببكتيريا الفيلقية الخطرة فتوجد طرق تعقيم حرارة كما توجد طرق تعقيم كيميائية . وفي بعض الأحيان ة لا تكفي وسائل التعقيم المذكورة على المدى الطويل ، فلا يبقى سوى تغيير الأنابيب واستبدالها بأنابيب وصنابير نظيفة.

## خطورة الفيلقية

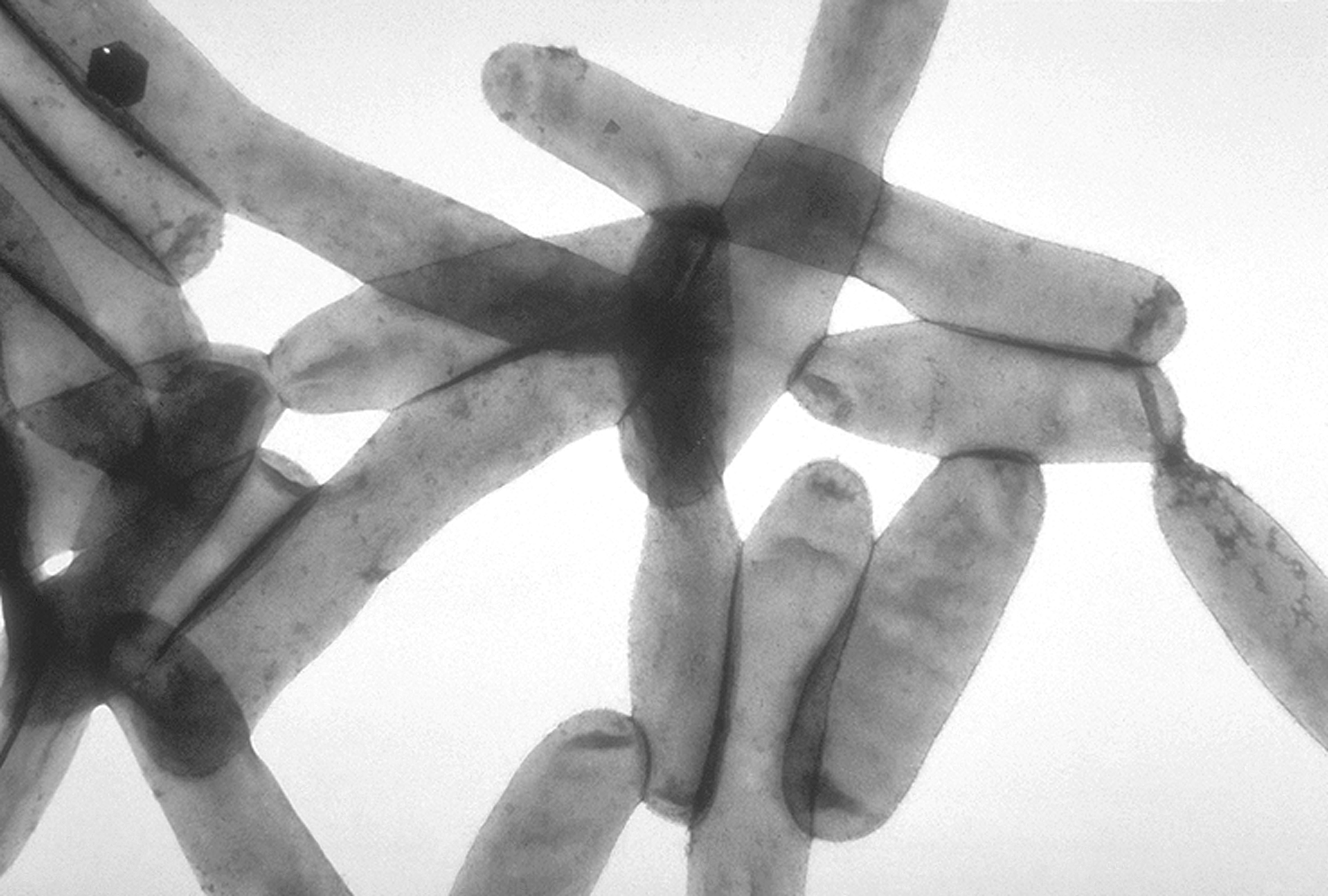
بكتيريا فيلقية.

تنتشر بكتيريا الفيلقية في المياه الراكدة ، كما تنتشر في صنابير البيوت و دش الاستحمام إذا غاب السكان عن البيت طويلا (مثل السفر لمدة أطول من 3 أيام) . لهذا وجب تسريب المياه الراكدة في أنابيب الصنابير ودش الاستحمام بمجرد عودة العائلة من السفر وعدم استخدام تلك المياه. من الخطر على صحة الأنسان أن يستحم بهذا الماء الراكد في أنابيب المياه لأن تلك البكتريا الخطرة تدخل إلى رئتيه وتصيبه بمرض وحمى خطيرين يصعب علاجهما ويؤديان إلى الموت.
يجب تصريف مياه صنابير المياه ودش الحمام كل 72 على الأكثر لتفادي الإصابة بـداء الفيالقة.

## اقرأ أيضا
- ماء الشرب
- تغذية
- نستله أمريكا الشمالية للمياه
- مياه معدنية
- مكونات أحيائية
- ديلزة